# Hoʻoponopono
Le Hoʻoponopono (ho-o-pono-pono, parfois traduit en « remettre les choses en ordre », « rétablir l'équilibre ») est une tradition sociale et spirituelle de repentir et de réconciliation des anciens Hawaïens. Des coutumes identiques de thérapie familiale se retrouvent aussi dans toute la région de l'océan Pacifique. Le hoʻoponopono traditionnel était dirigé par un ou une kahuna lāʻau lapaʻau (prêtre guérisseur ou prêtresse guérisseuse) pour guérir les maladies physiques ou psychiques au sein des groupes familiaux. La plupart des versions modernes sont conçues de telle façon que chacun puisse le faire seul.
Sa pratique est souvent réduite à la répétition de la phrase suivante : « Je suis désolé, s’il te plaît, pardonne-moi, je t’aime, merci. » En réalité, elle est plus subtile et son sens est plus profond.

## Définition
Dans le Hawaiian Dictionary hoʻoponopono est défini comme « purification spirituelle, une réunion familiale, durant laquelle les relations sont rétablies par des prières, l’acte de contrition, la repentance et le pardon mutuel. » Le mot hoʻoponopono se compose de hoʻo qui signifie « commencer une action » et pono qui signifie « bonté, honnêteté, moralité, qualités morales, actions correctes et justes, excellence, prospérité, attention, utilité, état naturel, devoir, juste, équitable, droit, approprié, détendu, soulagé, devrait, aurait, doit, nécessaire ; » ponopono signifie « remettre en ordre ; juste, retravailler, harmoniser, corriger, régulariser, ordonner, nettoyer, ranger, agir correctement. »

## Traditions polynésiennes

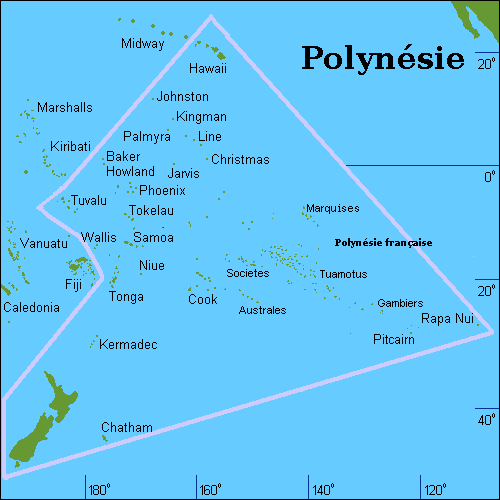
Carte de la Polynésie

En Polynésie, beaucoup de cultures croient qu’un mauvais comportement personnel (hara ou hala) est la cause des maladies. Certains croient que cela fâche les dieux, d’autres croient que cela attire les dieux méchants et d’autres cultures encore croient que les sentiments de culpabilité dus aux mauvaises actions rendent malade. « Cependant, dans la majorité des cas des rites de pénitence étaient exécutés pour racheter une faute, ce qui évitait d’accumuler les erreurs. »
Sur les îles Vanuatu, au sud-ouest de l’Océan Pacifique, les habitants croient que les maladies sont causées habituellement par un faux-pas sexuel ou par la colère. « Si tu es fâché durant deux ou trois jours, un malaise ou une maladie apparaîtra », rapportait l'un d'entre eux. La thérapie pour soigner la maladie consiste pour le malade ou un membre de la famille à reconnaître la faute. Si personne ne reconnaît la faute, le patient pourrait mourir. Les habitants de Vanuatu croient que c’est ce qui est caché qui donne le pouvoir à la maladie. Lorsque la faute est reconnue, elle n’aurait plus de pouvoir sur la personne.
Beaucoup d’insulaires, y compris les Hawaïens, les habitants de Tikopia aux îles Salomon et de Rarotonga aux îles Cook, croient que les erreurs commises par les parents peuvent se répercuter sur leurs enfants.
Lorsqu’un enfant est malade, les parents sont suspectés de disputes ou de mauvais comportements. À part les maladies, le désordre social, selon la gravité, peut causer l’infertilité du propre jardin ou du pays ou même apporter des catastrophes. L’harmonie ne peut être retrouvée sans la reconnaissance de la faute et la demande de pardon.
Des traditions similaires se retrouvent à Samoa, Tahiti, et chez les Maori de Nouvelle-Zélande,,.

## Tradition hawaïenne

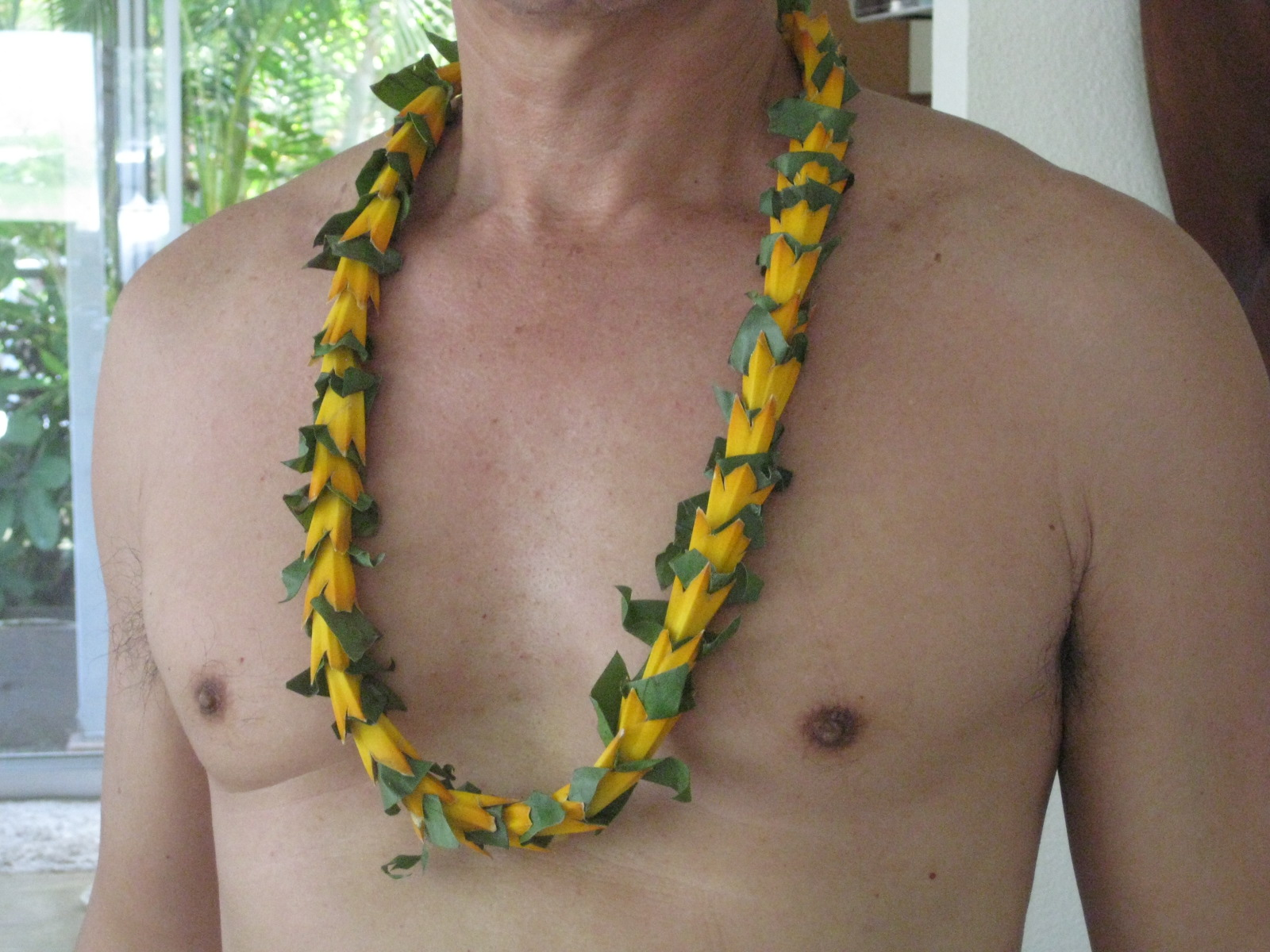
Le Hala lei, une couronne de fleurs de l'arbre-Hala, est parfois utilisée pour marquer l'accomplissement du Hoʻoponopono et la disparition des problèmes

Selon l’érudite hawaïenne renommée Mary Kawena Pukui, le hoʻoponopono était une tradition dans l’ancien Hawaï qui était transmise oralement et ceci est confirmé par les anciens hawaïens contemporains.
Pukui, née en 1895, décrit dans son livre paru en 1958 ses observations et ses expériences faites avec le hoʻoponopono depuis son enfance.
Bien que le mot hoʻoponopono ne fût pas utilisé, des historiens hawaïens rapportent une croyance selon laquelle les maladies apparaissaient lorsque les lois spirituelles ou tabou étaient violées et que la maladie ne pouvait être guérie tant que le malade ne se soumettait pas à une pénitence ; souvent avec le soutien d’un ou d’une kahuna pule (guérisseuse par la prière) ou d’un kahuna lāʻau lapaʻau (guérison par les plantes). Le pardon était donné par les dieux, ou par la personne avec qui on était en conflit.
Pukui écrit que le procédé était une réunion entre les membres de la famille pour reconstituer les liens familiaux brisés. Certaines familles se retrouvaient quotidiennement ou chaque semaine pour pallier les problèmes qui s’annonçaient déjà. D’autres se réunissaient lorsqu’une personne tombait malade. Elles partaient du fait que les maladies étaient causées par le surmenage, les sentiments de culpabilité, les accusations réciproques et le manque de pardon,.
Le Hoʻoponopono corrige les mauvais comportements, il rétablit une bonne relation entre les membres des familles et la maintient ; et grâce aux dieux ou Dieu, durant le procédé on arrive jusqu’aux causes des conflits. Habituellement, les anciens de la famille dirigent la purification spirituelle. Si la famille ne peut résoudre le litige, elle s’adresse à une tierce personne respectable et qualifiée dans la matière.
Le procédé : Après une prière, les problèmes sont formulés et les offenses discutées. On attend des membres de la famille le désir sérieux de travailler aux problèmes et non de s’accrocher aux fautes. Pour réfléchir aux confusions émotionnelles et aux offenses commises, plusieurs minutes de silence sont tenues. Les sentiments de chacun doivent être considérés.
Puis suivent les reconnaissances des fautes, les repentirs et les pardons mutuels. Chacun lâche l’autre (kala). Tous les participants se libèrent des problèmes ('oki) et terminent la séance par une cérémonie festive appelée pani, dont le repas comprenait souvent des zostères (limu kala), symbole du lâcher prise réussi.
Une autre façon de marquer la fin du rituel et la disparition des problèmes, utilisée par la famille du kahuna Makaweliweli de l'île Molokaʻi, consistait à poser sur les épaules de la personne concernée un collier tressé avec des fruits de l'arbre-Hala (lei), voir image.
« Tati » Malia Craver, qui a travaillé pendant plus de trente ans au Queen Lili'oukalani Children’s Center, a donné des cours de hoʻoponopono traditionnel. Le 30 août, 2000, elle en parla aux Nations unies.

## Versions modernes

### Utilisations traditionnelles
À la fin du XXe siècle, les tribunaux commencèrent à ordonner comme peine, aux jeunes et adultes, de faire hoʻoponopono avec leurs familles sous la direction d’un ancien. Ici il faut utiliser la méthode traditionnelle. Ce hoʻoponopono se fait sans la présence d’un juge, mais doit être dirigé par une personne à choisir, dont le nom figure sur une liste proposée par le tribunal.
Certains médecins indigènes font hoʻoponopono avec leurs patients, au lieu de leur faire consulter un conseiller familial.

### L'Hoʻoponopono adapté au développement personnel et spiritualités new age: la Méthode de Morrnah Simeona

#### Libération du Karma
Morrnah Simeona (1913-1992), une kahuna lāʻau lapaʻau, commença en 1976 à adapter l’ancien hoʻoponopono aux réalités sociales de notre temps. À celles-ci elle ajouta aussi bien un procédé de résolution des problèmes généraux qu’une thérapie d’entraide psycho-spirituelle, que chacun peut pratiquer seul.
La version de Simeona a été influencée par son éducation chrétienne (protestante et catholique) ainsi que par ses études philosophiques sur l’Inde, la Chine et Edgar Cayce. Elle a relié la tradition hawaïenne avec des prières au Créateur Divin et décrit - autrement que ce qui est connu dans la culture polynésienne - les problèmes comme le résultat du karma négatif, ou que l’on doit vivre soi-même ce que l’on a fait subir aux autres; en conséquence on est le créateur des circonstances de sa propre vie. Tout mauvais comportement est gravé dans la mémoire de la personne ainsi que dans celle de chaque être et objet, qui sont présents lorsque ces causes se sont passées. Elle écrivit : « Car la loi de cause à effet sévit sur chaque être vivant à chaque moment, le but principal de son procédé est de se libérer des expériences malheureuses et négatives vécues dans les réincarnations passées et d’effacer sans surmenage les chocs psychiques gravés dans la mémoire. » Les liens karmiques avec les personnes, objets ou lieux empêcheraient un développement libre, pour cette raison « la purification (spirituelle) est nécessaire à l’évolution de la conscience. » Son procédé en 14 étapes dissoudrait ces liens karmiques. Simeona refusait les mantras ou les exercices de conditionnement mental.

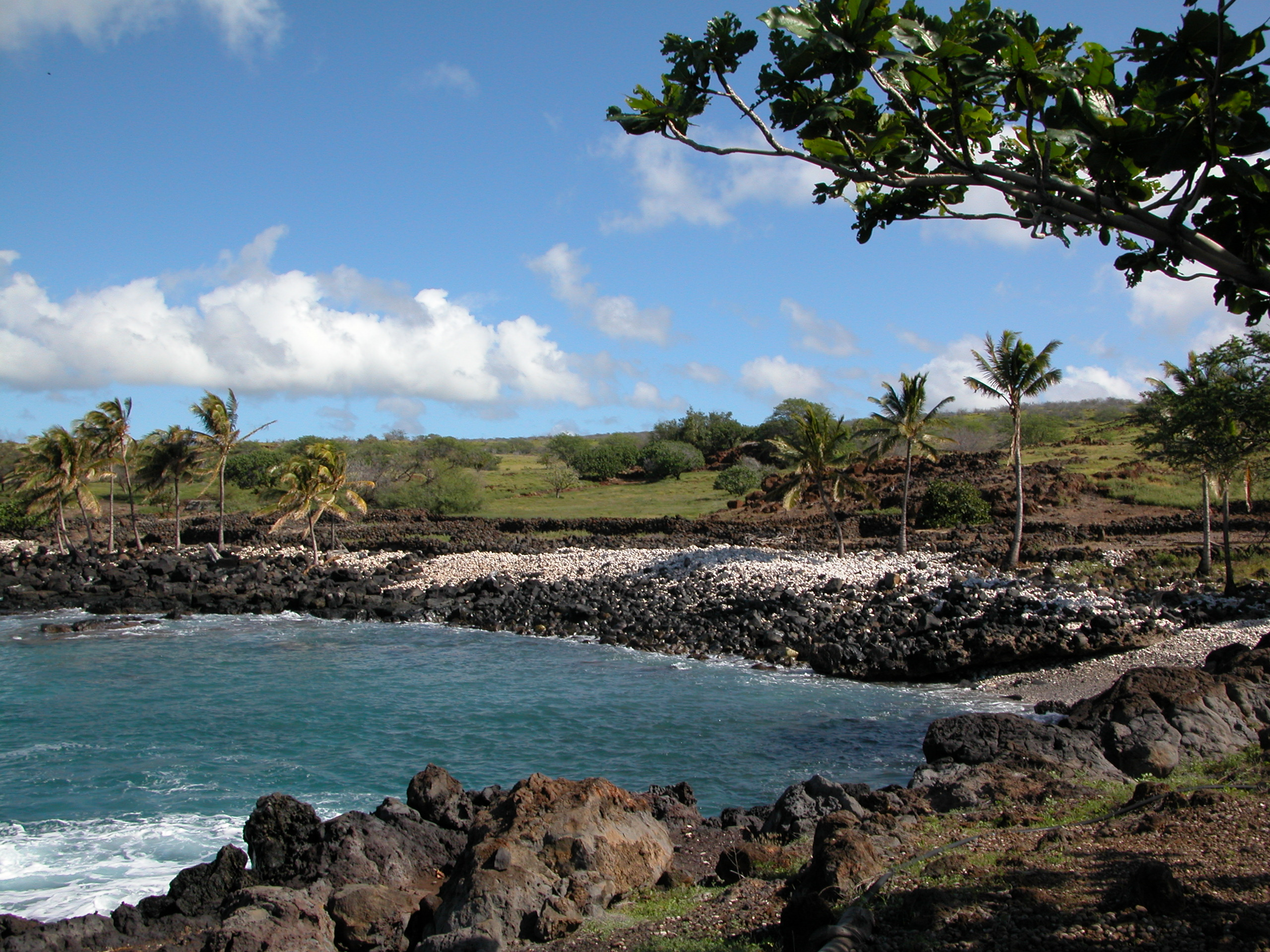
Restes du village Koaiʻe en partie restauré dans le Lapakahi State Historical Park sur l’île d'Hawaï, dans le district de Kohala Nord. Un centre de guérisseurs par les plantes (kahuna lāʻau lapaʻau) depuis le début du XXe siècle

#### Les principes généraux de son enseignement
Selon son enseignement, il existe un Créateur Divin qui s’occupe des prières altruistes : « Lorsque la phrase c’est accompli est utilisée à la fin d’une telle prière, cela signifie que le travail de l’Homme est terminé et celui de Dieu commence. » L’Identité de Soi-Même signifie, que les trois Moi ou aspects de la conscience sont en équilibre et reliés au Créateur Divin. À cause de leurs vibrations basses, les prières égoïstes atteignent uniquement le monde astral, le lieu des désirs et de la convoitise. De ce niveau de conscience, les désirs personnels matérialistes seraient accordés. „Les prières altruistes, dans lesquelles on prie aussi pour la liberté d’autres êtres ou objets, atteignent par leurs hautes vibrations, le niveau divin. De ce niveau là vient l’Énergie Divine, la mana divine ou la Lumière Pure.“ Cette dernière résoudrait la partie douloureuse des souvenirs négatifs chez tous les participants, indépendamment du niveau auquel ils se trouvent, qu’ils soient incarnés ou non; „tous sont libérés.“ Le problème perd alors son énergie sur la manifestation physique et la guérison ou le rétablissement de l’équilibre commence. La mana évoquée par Simeona, est une énergie qui apporte la guérison ou l’équilibre, pour cette raison elle n’est pas identique à la Mana de la tradition polynésienne, que l’on possède ou non.

### La version de Hew Len
En 1992, (Ihaleakala) Hew Len, ancien étudiant et administrateur de Simeona, est devenu l’instigateur de son organisation. Coauteur d’un livre, il dit enseigner le hoʻoponopono de Simeona. Contrairement à l’enseignement de Simeona, ce livre propose de « conduire l’Homme au statut-zéro, où il aurait des possibilités infinies, pas de mémoire, pas d’identité. » Pour atteindre cet état, que Len nomme l'Identité de Soi-Même, on devrait répéter incessamment un mantra : « Je t’aime, je suis désolé, pardonne-moi, merci. » Len enseigne aussi son idée de la responsabilité à 100 % pour les actions commises non seulement par soi-même, mais aussi pour celles des autres. Il écrit : « Lorsqu’on prend la responsabilité de sa vie, tout ce que l’on voit, entend, sent, ou apprend d’une façon ou d’une autre on en est totalement responsable puisque cela fait partie de la perception de la propre vie. Le problème n’est pas la réalité à l’extérieur de soi, il serait à l’intérieur; et pour changer cette réalité, on devrait se changer soi-même. La responsabilité totale comprendrait que tout le vécu est une projection de l’intérieur de l’Homme. »
Il est regrettable que l'adaptation du Ho'oponopono originel par Morrnah Simeona puis par le Docteur Hew Len aient été transformées par des vulgarisateurs qui se sont emparés de cette pratique et en aient fait un effet de mode réducteur. Il ne reste souvent du H'oponopono que des promesses de mieux-être liées à la répétition de quatre mots et quelques prières. Avant tout, ce Ho'oponopono adapté avait pour but la Réalisation de l'Identité de soi qui est décrite par les prières "Je suis le "Je" et "La paix du "Je".

### Formation intentionnelle de la réalité
« Huna », la doctrine connue de Max Freedom Long (1890-1971) est propagée aussi bien par ses élèves que légèrement modifiée par Serge Kahili King. Bien que Huna soit un mot hawaïen (huna pour « caché », hūnā pour « cacher »), les puristes de la culture hawaïenne considèrent certaines parties importantes de cette doctrine comme non-hawaïennes et les refusent. En 1936, Long rédigea sa première œuvre sur Huna, à cette époque-là une présentation de ce que l’on appellerait de nos jours manifestation intentionnelle ou formation intentionnelle du destin, en partie par des rituels magiques.
Entretemps le mouvement de Huna, créé par Long, a intégré certaines parties modifiées du procédé de Simeona.

## Recherches en sciences humaines
Quelques recherches ont été faites afin de déterminer les effets de la pratique. Une recherche de J. Matthew de la Walden University (Minnesota) (en) en 2008 conclut dans le sens d'une réduction significative de la rancœur dans le groupe étudié. {{Lien brisé}}